# Nadezjda Stasova
Nadezjda Stasova, född 1822, död 1895, var en rysk feminist. Hon tillhörde tillsammans med Maria Trubnikova och Anna Filosofova, de tre mest framträdande pionjärerna för den första organiserade feminismen i Ryssland. Hon arbetade främst för fler utbildningsmöjligheter för båda könen.

## Biografi
Nadezjda Stasova var det fjärde av sju barn. Hon var gudbarn till Alexander I. Hennes mor dog i koleraepidemin 1831.
Stasova rekryterades av Maria Trubnikova på hennes feministiska salong i Sankt Petersburg 1859.
Hon var en av nyckelpersonerna för the Women's Publishing Cooperative. Kooperativet gav mellan 1863 och 1879 ut fjorton böcker, bland annat Louisa May Alcotts Little Women översatt till ryska.